# 糸數慶子
糸數慶子（1947年10月11日—），沖繩縣政治家，現任日本參議院議員（連任2期）、沖繩社會大眾黨委員長、沖繩縣議會議員（連任3期）。
1947年出生在美國託管下琉球的中頭郡讀谷村。1964年，因為美軍演習投下的傘兵壓死小學生少女的事件，參加針對美軍的抗議集會。1966年從讀谷高等學校畢業後，擔任過琉球放送番組「土曜wide」的助手以及沖繩巴士、東陽巴士等的車掌小姐。
1989年擔任沖繩大學部兼職講師。1990年擔任基督教青年會酒店專門學校的兼職講師，1992年接受沖繩社會大眾黨的邀請參加沖繩縣議會（那霸選舉區）的選舉，以第二位高票成功當選，此後連任3期。任期內，致力於小兒專門醫院的建設和實現男女共同参画社会。1995年9月15日在北京召開第四回世界女性會議。同年11月，就9月4日發生的沖繩美軍少女暴行事件，與高里鈴代（前那霸市議會議員）一起成立「不許基地、軍隊行動女性朋友會」（基地・軍隊を許さない行動する女たちの会）。
2004年7月，日本第20回參議院議員通常選舉，她獲得沖繩社會大眾黨、日本共產黨、民主黨、社會民主黨、綠之會議的推薦以及自由聯合的支持，以無黨籍身份參加沖繩選舉區的選舉，當選參議員。2006年，又在社大黨、民主黨、日本共產黨、社民黨、國民新黨、新黨日本以及自由聯合的推舉下參加沖繩縣知事選舉，敗於仲井真弘多。
在2007年7月的第21回參議院議員通常選舉中，獲得民主黨、共產黨、社民黨、社大黨和國民新黨的推薦參加沖繩縣選舉區的競選。她對自衛隊軍艦派遣到邊野古、沖繩島戰役中的集體自殺相關的歷史教科書問題、美軍裝甲車侵入事件等的觀點使其得到壓倒性的支持率，當選參議員。2010年8月6日，當選沖繩社會大眾黨委員長。2013年7月，第23回參議院議員通常選舉，再次當選參議員。
2018年底，因沖繩社會大眾黨意圖推薦其他人選參選第25屆日本參議員選舉，糸數於12月27日提出退黨申請。2019年1月10日，糸數舉行記者會表示她不會參加於當年舉行的參議員選舉，但可能轉而參選眾議員。

## 外部連結
- 糸數慶子官方網站 （页面存档备份，存于） （日語）
- うみないび2 （页面存档备份，存于）（官方部落格）（日語）
- YouTube上的糸数 けいこ頻道 （日語）
- 糸数 けいこ的X（前Twitter） （日語）
- 糸数 慶子的Facebook專頁 （日語）

1. ↑  チャーチ・ニュース2004年9月号 p.8 （页面存档备份，存于） 末日聖徒イエス・キリスト教会
2. ↑  . 沖縄タイムス. 2019-01-20  [2019-01-20]. （原始内容存档于2019-01-20）.
3. ↑  . 朝日新聞. 2019-01-11  [2019-01-20]. （原始内容存档于2019-01-20）.